# 黃金家族
黃金家族指的是历史上蒙古帝国的統治家族，在蒙古四大汗国及後續的突厥化國家，只要是成吉思汗的男性後裔均包括在内。而狹義上的黃金家族指统治者中的成吉思汗直系後裔，元朝建立後又可特指拖雷乃至忽必烈一系的後代（汉文史料称之为“元裔”），其范围小于黄金家族。

## 历史
对于蒙古人来说，黄金是冶金中的精华，其化學性質穩定一直是金黃色，坚固耐用又易锻造，因此人们长期以来习惯将高贵的事物与黄金联系在一起。蒙古始祖阿兰豁阿三子—不忽合答吉、不合禿撒勒只、孛端察兒的後裔被称为“尼倫”，即纯洁的蒙古人，其中孛端察兒為成吉思汗的先祖。成吉思汗的本族称为「奇渥溫·孛儿只斤」，或简称孛儿只斤，古代因为成吉思汗的后代构成了蒙古贵族的主體，故他们也被称为“博尔济吉特台吉”。在《蒙古秘史》等资料中，将与成吉思汗有关的事物称为“金命”、“金门槛”、“金道”、“金腰带”、“金舵”等，蒙古史籍中将成吉思汗的主要后裔称为“黄金氏族”（即“黄金血脉”），包括成吉思汗在内的历代蒙古可汗的传记也被称为“黄金记录”。例如，在1607年成书的韵文体编年史《俺答汗传》中，记载着“天之骄子成吉思汗的黄金氏族”、“博尔济吉特的黄金後代”等；17世纪初又有《黄金史》等多部蒙古文著作问世。在蒙古族文化传统之中，黄金家族也就成为成吉思汗家族的同义词。
在历史上的中亚地区，只有成吉思汗的后裔才能成为可汗。其中术赤的后裔和他的后代兀鲁斯汗统治着今哈萨克斯坦领土；他们的氏族被称为“托热”。随着哈萨克汗国主权的丧失和被俄罗斯帝国吞并，成吉思汗的后裔成为沙俄军官，其中喬罕·瓦里漢諾夫最为著名。在现代哈萨克斯坦，成吉思汗后裔仍然存在。而在今乌兹别克斯坦的布哈拉汗国（截止1785年）也曾由成吉思汗后裔统治，希瓦汗国的统治者在1804年被弘吉剌氏取代前也是如此，他们均来自昔班尼王朝，始祖是朮赤第五子昔班。
早在金帐汗国时期，克里米亚就是由同为成吉思汗后裔的秃花帖木儿管理。金帐汗国衰落之后，成吉思汗十一世孙哈吉·格来建立了克里米亚汗国，因此格來王朝血缘上也来自成吉思汗。

## 分子人類學研究
根据基因研究，当今数百万携带Y染色体单倍群C-M217＞L1373＞Y4571的男性，可能都是成吉思汗男性近亲和远亲的后裔，包括他的长子术赤留下的40个后代，而建立元朝的忽必烈则有22个。

## 其他
- 黃金家族 (電影)（英语：Bangaru Kutumbam）：1994年印度泰盧固語電影